# Kórnik-Południe (gromada)
Kórnik-Południe – dawna gromada, czyli najmniejsza jednostka podziału terytorialnego Polskiej Rzeczypospolitej Ludowej w latach 1954–1972.
Gromady, z gromadzkimi radami narodowymi (GRN) jako organami władzy najniższego stopnia na wsi, funkcjonowały od reformy reorganizującej administrację wiejską przeprowadzonej jesienią 1954 do momentu ich zniesienia z dniem 1 stycznia 1973, tym samym wypierając organizację gminną w latach 1954–1972.
Gromadę Kórnik-Południe z siedzibą GRN w mieście Kórniku (nie wchodzącym w skład gromady) utworzono 1 stycznia 1960 w powiecie śremskim w woj. poznańskim z obszarów zniesionych gromad: Bnin i Czmoń w tymże powiecie.
31 grudnia 1960 roku z gromady Kórnik-Południe wyłączono miejscowości Bnin i Prowent, włączając je do miasta Kórnika. Data ta stanowi utratę samodzielności administracyjnej Bnina i ustanowienia dla niego wspólnej administracji z Kórnikiem.
W 1965 gromada miała 21 członków GRN.
1 stycznia 1970 do gromady Kórnik-Południe włączono 649,02 ha z miasta Kórnik w tymże powiecie.
31 grudnia 1971 gromadę zniesiono, a jej obszar włączono do nowo utworzonej gromady Kórnik w tymże powiecie.